# Duetto buffo di due gatti
Duetto buffo di due gatti (italienska humoristisk duett för två katter) är ett populärt musikstycke för två sopraner som ofta uppförs som extranummer vid konserter. "Sångtexten" är ganska ovanlig, den består uteslutande av ordet "mjau" som upprepas om och om igen.
Verket brukar tillskrivas Gioacchino Rossini men skrevs i verkligheten inte av honom utan är en sammanställning skriven 1825, som till stora delar baserar sig på Rossinis opera från 1816, Otello. Sammanställningen gjordes sannolikt av den engelska kompositören Robert Lucas de Pearsall som för detta ändamål använde pseudonymen "G. Berthold".

## Struktur
Musiken består, i nedan nämnd ordning, av:
- Katte-Cavatine av den danske kompositören Christoph Ernst Friedrich Weyse[2]
- en del av duetten för Otello och Jago i akt 2 av Otello
- en del av cabalettan till arian Ah, come mai non senti, som sjungs av Rodrigo i samma akt